# 1584
- Wikisource

| Calendário gregoriano                                                        | 1584 MDLXXXIV                        |
| Ab urbe condita                                                              | 2337                                 |
| Calendário arménio                                                           | 1033 – 1034                          |
| Calendário bahá'í                                                            | -260 – -259                          |
| Calendário budista                                                           | 2128                                 |
| Calendário chinês                                                            | 4280 – 4281 Início a 12 de fevereiro |
| Calendário copta                                                             | 1300 – 1301                          |
| Calendário etíope                                                            | 1576 – 1577                          |
| Calendários hindus - Vikram Samvat - Calendário nacional indiano - Cáli Iuga | 1639 – 1640 1505 – 1506 4684 – 4685  |
| Calendário Holoceno                                                          | 11584                                |
| Calendário islâmico                                                          | 992 – 993                            |
| Calendário judaico                                                           | 5344 – 5345                          |
| Calendário persa                                                             | 962 – 963                            |
| Calendário rúnico                                                            | 1834                                 |
| Calendário solar tailandês                                                   | 2127                                 |

1584 (MDLXXXIV, na numeração romana)  foi um ano bissexto do século XVI  do actual Calendário Gregoriano, da Era de Cristo, e as suas letras dominicais foram  A e G (52 semanas), teve início a um domingo e terminou a uma segunda-feira.
| Ano completo                       |
| ---------------------------------- |
| Ano bissexto com início ao domingo |

## Eventos
- Autorização de construção da capela-mor da Igreja de Santa Clara, Ponta Delgada, ilha de São Miguel, Açores.

### Junho
- 4 de junho - A Inglaterra instala um núcleo de colonização na América do Norte, na ilha de Roanoke, que desapareceu possivelmente destruído pelos nativos.

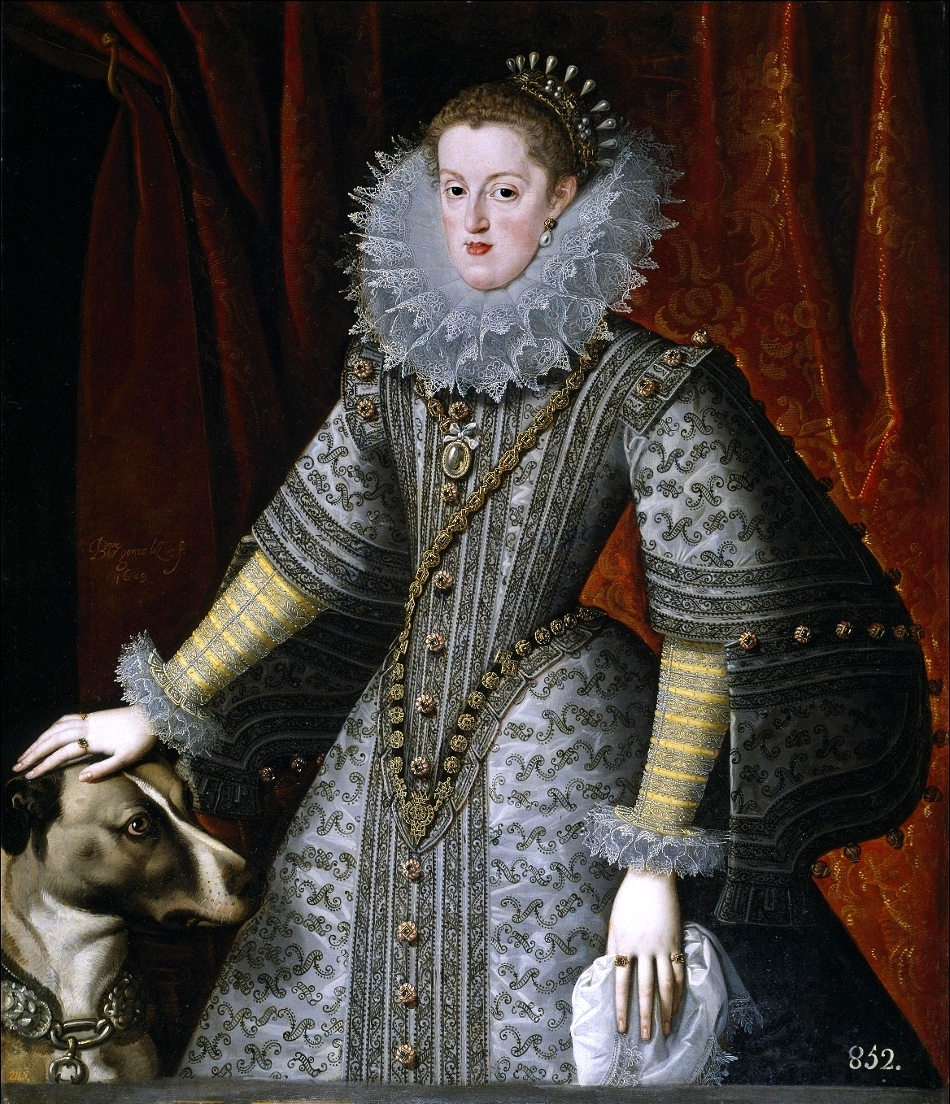
Margarida de Áustria, rainha consorte de Portugal. retrato de 1609.

## Nascimentos
- 5 de Novembro - Gregorius Horstius, foi médico, anatomista e Professor de Medicina da Universidade Justus Liebig de Gießen (m. 1636).
- Miyamoto Musashi, Guerreiro japonês, autor do Livro dos Cinco Anéis (m. 1645)
- Margarida de Áustria, Rainha consorte de Portugal, Espanha, Nápoles e Sicília (m. 1611).
- Jan Porcellis, pintor holandês (m. 1632).
- António Brandão, monge da Ordem de Cister, historiador português (m. 1637).

## Mortes
- 18 de Março - Czar Ivan IV da Rússia (n. 1530).
- 10 de Julho - Guilherme I, Príncipe de Orange, líder da independência dos Países Baixos, assassinado em Delft (n. 1533)

## Epacta e idade da Lua
| Epacta gregoriana | 18      |
| Idade da Lua      | Letra t |

## Por tema
- 1584 no Brasil